# Швайнфурт
Шва́йнфурт (нім. Schweinfurt [ˈʃvaɪ̯nˌfʊʁt]) — місто в Нижній Франконії землі Баварія в Німеччині на правому березі Майну, за 27 км на північний схід від Вюрцбурга. Адміністративний центр Швайнфурта (район) (нім. Landkreis Scweinfurt) і великий промисловий, культурний та освітній центр. Населення міста 53 415 осіб.
У Другій світовій війні місто було дуже зруйноване.

## Історія
Місто вперше згадується в VIII столітті. У ранньому середньовіччі місто було столицею маркграфів Нордгау.
З 1254 до приєднання до Баварії в 1803 р. вільне місто в складі Священної Римської імперії. У XIII ст. був оточений кам'яною стіною з воротами й вежами, деякі відрізки якої збереглися (одне з єдиних місць Швайнфурта, яке найменше постраждало від Другої світової війни). Укріплення міста були модернізовані під час Тридцятирічної війни.
Після розорення під час Другої маркграфської війни (1554) відновлювався протягом півстоліття. У цей період були споруджені головні збережені пам'ятки, включаючи ратушу (1572) і церква Івана Хрестителя (1562). У 1652 р. чотири міських лікарів заснували установу під назвою Academia Curiosorum, нині відоме як Леопольдина.
Під час Другої світової війни підшипникові заводи зробили Швайнфурт однією з головних цілей авіанальотів союзників на території Німеччини. У підсумку місто було вщент зруйноване.

## Населення (1840—2015)
| Рік       | 1840 | 1871  | 1900  | 1925  | 1939  | 1950  | 1961  | 1970  | 1987  | 2011  |
| --------- | ---- | ----- | ----- | ----- | ----- | ----- | ----- | ----- | ----- | ----- |
| Населення | 7766 | 10840 | 17401 | 36336 | 49302 | 46128 | 56923 | 58446 | 51962 | 52143 |

| Рік       | 1960  | 1970  | 1980  | 1990  | 2000  | 2009  | 2010  | 2011  | 2012  | 2013  | 2014  | 2015  |
| --------- | ----- | ----- | ----- | ----- | ----- | ----- | ----- | ----- | ----- | ----- | ----- | ----- |
| Населення | 56592 | 58215 | 52445 | 54483 | 54325 | 53533 | 53415 | 52118 | 52098 | 51851 | 51610 | 51969 |